# Krzysztof Sońta
Krzysztof Jan Sońta (ur. 6 maja 1968 w Radomiu, zm. 6 stycznia 2025) – polski nauczyciel, działacz samorządowy i polityk, poseł na Sejm VI i VII kadencji.

## Życiorys
Syn Adama i Krystyny. Ukończył studia na Akademii Wychowania Fizycznego w Warszawie (1995). Odbył studia podyplomowe z zakresu prawa administracyjnego na Uniwersytecie Warszawskim, a także ukończył Międzywydziałowe Podyplomowe Studium Rodziny na Katolickim Uniwersytet Lubelskim. Od 1990 pracował jako nauczyciel wychowania fizycznego w radomskich szkołach. Od 1999 do 2002 był zatrudniony w Mazowieckim Urzędzie Wojewódzkim.
W latach 1998–2007 zasiadał w radomskiej radzie miasta. W 1998 zdobył mandat z listy komitetu Centroprawica 98, w 2002 z listy Wspólnoty Samorządowej, a w 2006 z ramienia PiS (otrzymał wówczas 1389 głosów). W 2005 bez powodzenia kandydował do Senatu; otrzymał w tych wyborach 14 367 głosów. W wyborach parlamentarnych w 2007 został wybrany na posła na Sejm VI kadencji z listy Prawa i Sprawiedliwości, otrzymując w okręgu radomskim 10 013 głosów. W 2009 bez powodzenia kandydował do Parlamentu Europejskiego (otrzymał 4671 głosów). W wyborach w 2011 nie został ponownie wybrany do Sejmu (otrzymał 9436 głosów). Pełnił następnie funkcję pełnomocnika prezydenta Radomia ds. osób wykluczonych. 5 czerwca 2014 objął mandat posła VII kadencji w miejsce wybranego do Europarlamentu Zbigniewa Kuźmiuka. W wyborach parlamentarnych w 2015 nie znalazł się na liście kandydatów PiS. Startował bez powodzenia jako kandydat niezależny do Senatu.
W 2012 został dyrektorem Zespołu Szkół Specjalnych nr 2, a następnie dyrektorem Publicznej Szkoły Podstawowej nr 12 Specjalnej w Radomiu, którym był do śmierci.
Pochowany na cmentarzu komunalnym w Radomiu.

## Odznaczenia
- Krzyż Kawalerski Orderu Odrodzenia Polski (2025, pośmiertnie)[8][9]
- Medal Bene Merenti Civitas Radomiensis (2025, pośmiertnie)[10]